# Tower Records (discogràfica)
Tower Records era un segell discogràfic estatunidenc creat l'any 1964, i que va estar en actiu fins a l'any 1970. Una filial de Capitol Records, Tower sovint editava àlbums d'artistes que eren relativament de perfil més baix en comparació amb els editats sota l'etiqueta de la marca principal, incloent-hi artistes com ara The Standells i The Chocolate Watchband - més tard coneguts com a "bandes de garatge". Per aquesta raó, Tower s'associa sovint amb el fenomen de garatge rock de la dècada de 1960.